# یواس‌اس بمبارد (ای‌ام-۱۵۱)
یواس‌اس بمبارد (ای‌ام-۱۵۱) (به انگلیسی: USS Bombard (AM-151)) یک کشتی بود. این کشتی در سال ۱۹۴۳ ساخته شد.